# Study Beach
Der Study Beach (von englisch study ‚Untersuchung, Studie‘) ist ein Strand an der Südküste von Bird Island im Archipel Südgeorgiens im Südatlantik. Er liegt südlich des Landing Beach. Ihm vorgelagert ist das Platform Reef.
Wissenschaftler des British Antarctic Survey benannten ihn so, seitdem sie hier ab 1978 Untersuchungen durchgeführt hatten. Das UK Antarctic Place-Names Committee fixierte die Namensgebung im Jahr 2012.